# Paderborn Untouchables
Gli Untouchables Paderborner Baseball Club, comunemente noti come Paderborn Untouchables, sono una squadra di baseball tedesca con sede a Paderborn.

## Storia
Nata nel 1990, la squadra è approdata in Bundesliga nel 1996.
Nel 1998 è arrivata la prima Coppa di Germania, vinta anche l'anno successivo. Il primo titolo nazionale del Paderborn risale al 1999, poi, dopo un anno senza successi, nel 2001 è iniziata una parentesi di cinque anni che ha portato il club a conquistare il titolo di campione di Germania fino al 2005.
Da allora non ha più disputato la finale di campionato fino alle due consecutive del 2011 e del 2012, perse contro i Legionäre. Nel 2022 gli Untouchables sono tornati a giocare l'ultimo atto della stagione, perso per mano dei Bonn Capitals. In tal modo hanno guadagnato però la partecipazione alla Coppa Campioni dopo dieci anni di assenza: qui nel 2023 hanno evitato l'ultimo posto. In campionato hanno subito ancora una sconfitta in finale, stavolta da parte di Heidenheim.

## Palmarès
- Campionati tedeschi: 6

1999, 2001, 2002, 2003, 2004, 2005
- Coppe di Germania: 2

1998, 1999